# Шпаковский, Аркадий Альбертович
Аркадий Альбертович Шпаковский (1884—1945) — русский военный деятель, полковник (1916). Герой Первой мировой войны.

## Биография
В 1900 году после получения военного образования в Московском 1-м кадетском корпусе, поступил в Киевское военное училище по окончании которого в 1903 году был произведён в подпоручики и выпущен в 17-й Туркестанский стрелковый батальон, позже переформированный в полк. В 1906 году произведён в поручики. С 1909 года — обер-офицер, с 1914 года — заведующий командой Асхабадского артиллерийского склада. В 1910 году произведён в штабс-капитаны. 
С 1914 года участник Первой мировой войны в составе Нижегородского 22-го пехотного полка. В 1915 году произведён в капитаны и подполковники с переводом в Олонецкий 14-й пехотный полк, командовал ротой и батальоном. В 1916 году произведён в полковники с переводом в 420-й Сердобский пехотный полк, в боях получил ранение. С 1917 года — командир 403-го Вольского пехотного полка и бригады 101-й пехотной дивизии. 

Высочайшим приказом от 7 апреля 1915 года  за храбрость был награждён орденом Святого Георгия 4-й степени: 
За то, что в бою 2 ноября 1914 года у гор. Липно, ворвавшись со своей ротой в упорно-обороняемый противником окоп и увлёкши за собой нижних чинов, выбил оттуда неприятеля и в течение 7 1/2 час. выдерживал упорную огневую атаку в 10 раз превосходящих сил противника и, несмотря на полученную рану в голову и контузию в колено, а так же полученную накануне сквозную рану в ухо, личным примёром довёл роту до удара в штыки и только после полученного приказания отошёл с занятой позиции и этим прикрыл отход полка
  

Высочайшим приказом от 15 ноября 1916 года за храбрость награждён Георгиевским оружием: 
За то, что будучи в чине капитана, в бою 12 июня 1914 года, лично видя 6 рот полка в атаку, под сильным и действительным артиллерийским, пулемётным и ружейным огнём, штыковым ударом овладел д. Шпильчик и удержал её до конца боя, проявив при этом исключительное мужество и хладнокровие
После Октябрьской революции, с 1918 года был участником Гражданской войны в составе войск Северо-Западной армии, с 1919 года в составе войск  Вооружённых сил Юга России. С 1920 года в эмиграции в Югославии, позже переехал в Германию, являлся членом Общества Георгиевских кавалеров.
Скончался 29 ноября 1945 года в городе Зонтхайм в Германии.

## Награды
- Орден Святой Анны 3-й степени с мечами и бантом (Мечи и бант — ВП 20.05.1916)
- Орден Святого Георгия 4-й степени (ВП 07.04.1915)
- Георгиевское оружие (ВП 15.11.1916)
- Орден Святого Станислава 2-й степени с мечами (ВП 24.05.1917)